# Beneath the Massacre
Beneath the Massacre ist eine kanadische Technical-Death-Metal-Band aus Montreal, Québec.

## Geschichte
Beneath the Massacre wurde 2004 von Elliot Desgagnés (Gesang) gegründet. Wenig später stießen die beiden Gitarristen Christopher Bradley und Christian Pepin, Bassist Dennis Bradley und Schlagzeuger Justin Rousselle hinzu. 
Nachdem im Mai 2005 über Galy Records die EP Evidence of Inequity veröffentlicht worden war, verließ Gitarrist Christian Pepin die Band. Seit seinem Ausstieg spielt in der Band nur noch ein Gitarrist.
Im Mai 2006 unterschrieben Beneath the Massacre bei Prosthetic Records und fingen einen Monat später mit den Aufnahmen für das Debütalbum Mechanics of Dysfunction an, das im Februar 2007 veröffentlicht wurde. Im Frühjahr 2007 folgte noch eine Tour mit Animosity und As Blood Runs Black und im Sommer war die Band mit u. a. Cephalic Carnage und Necrophagist auf der Summer Slaughter Tour. 
Das zweite Studioalbum Dystopia wurde in Québec aufgenommen und im Oktober 2008 veröffentlicht.
Im April und Mai 2009 war die Band u. a. mit Darkest Hour und Bleeding Through auf der Thrash and Burn European Tour 2009. Im April wurden Beneath the Massacre vom Metal Hammer für den Titel der besten Underground-Band nominiert, es gewann jedoch Behemoth.
Im November des Jahres 2019 gab die Gruppe bekannt, ihr neues Album Fearmonger im Jahr 2020 veröffentlichen zu wollen. Die Band unterschrieb einen Plattenvertrag mit dem deutschen Metal-Label Century Media. Ihre erste Tournee seit sieben Jahren spielt die Gruppe zwischen November und Dezember 2019.

## Stil
Beneath the Massacre spielen schnellen Technical Death Metal, der zum Teil vom Grindcore, Hardcore und Brutal Death Metal beeinflusst ist. Sehr bezeichnend für die Musik der Band sind die schnellen Blastbeats und der gutturale Gesang von Elliot Desgagnés.

## Diskografie
- 2005: Evidence of Inequity (Galy Records)
- 2007: Mechanics of Dysfunction (Prosthetic Records)
- 2008: Dystopia (Prosthetic Records)
- 2010: Marée Noire EP (Prosthetic Records)
- 2012: Incongruous (Prosthetic Records)
- 2020: Fearmonger (Century Media Records)